# Potou
Potou és una població del nord-oest del Senegal.

## Història
El 1861 els francesos van establir a Gandiol i Potou sendes posicions militars. Potou, situat a 34 km de Louga, és un poble molt conegut per la seva diversidad cultural i comercial del fet del seu mercat setmanal classificat entre els més grans del Senegal. Potou esta poblada per wòlofs, peuls, maures i sereres.

## Administració
Potou és part de la comunitat rural de Léona al departament de Louga i la regió de Louga.

## Geografia
Les localitats més properes són Keur Koura, Gnayam, Maka Mor Madike, Sam i Longor.

### Població
Segons el PEPAM (Programa d'aigua potable i de sanejament del Mil·lenari), la comunitat de Potou té 990 habitants i 95 edificis. A Potou mateix viuen 94 persones en 9 edificis.

### Activitats econòmiques
Situat en la zona dels Niayes, Potou és un gran centre mariscador.